# TADA3
TADA3 (англ. Transcriptional adaptor 3) – білок, який кодується однойменним геном, розташованим у людей на короткому плечі 3-ї хромосоми.  Довжина поліпептидного ланцюга білка становить 432 амінокислот, а молекулярна маса — 48 902.
| 10         |  | 20         |  | 30         |  | 40         |  | 50         |
| ---------- |  | ---------- |  | ---------- |  | ---------- |  | ---------- |
| MSELKDCPLQ |  | FHDFKSVDHL |  | KVCPRYTAVL |  | ARSEDDGIGI |  | EELDTLQLEL |
| ETLLSSASRR |  | LRVLEAETQI |  | LTDWQDKKGD |  | RRFLKLGRDH |  | ELGAPPKHGK |
| PKKQKLEGKA |  | GHGPGPGPGR |  | PKSKNLQPKI |  | QEYEFTDDPI |  | DVPRIPKNDA |
| PNRFWASVEP |  | YCADITSEEV |  | RTLEELLKPP |  | EDEAEHYKIP |  | PLGKHYSQRW |
| AQEDLLEEQK |  | DGARAAAVAD |  | KKKGLMGPLT |  | ELDTKDVDAL |  | LKKSEAQHEQ |
| PEDGCPFGAL |  | TQRLLQALVE |  | ENIISPMEDS |  | PIPDMSGKES |  | GADGASTSPR |
| NQNKPFSVPH |  | TKSLESRIKE |  | ELIAQGLLES |  | EDRPAEDSED |  | EVLAELRKRQ |
| AELKALSAHN |  | RTKKHDLLRL |  | AKEEVSRQEL |  | RQRVRMADNE |  | VMDAFRKIMA |
| ARQKKRTPTK |  | KEKDQAWKTL |  | KERESILKLL |  | DG         |  |            |

A: Аланін

C: Цистеїн

D: Аспарагінова кислота

E: Глутамінова кислота

F: Фенілаланін

G: Гліцин

H: Гістидин

I: Ізолейцин

K: Лізин

L: Лейцин

M: Метіонін

N: Аспарагін

P: Пролін

Q: Глутамін

R: Аргінін

S: Серин

T: Треонін

V: Валін

W: Триптофан

Кодований геном білок за функцією належить до фосфопротеїнів. 
Задіяний у таких біологічних процесах як транскрипція, регуляція транскрипції, ацетиляція, альтернативний сплайсинг. 
Локалізований у ядрі.